# 霍滕 (贝雷兹内市镇)
50°56′58″N 26°51′18″E / 50.94944°N 26.85500°E
霍滕（烏克蘭語：Хотин），是烏克蘭西北部里夫内州里夫内区贝雷兹内市镇的村落。始建於1517年，面積1.46平方公里，海拔高度165米，2001年人口1,482，人口密度每平方公里1,015.1人。